# District de Telupid
Le district de Telupid (malais : Daerah Telupid) est un district administratif de l'État malaisien de Sabah, qui fait partie de la Division de Sandakan. La capitale du district est dans la ville de Telupid.

### Liens connexes
- Districts de Malaisie